# 三浦善司
三浦 善司（みうら ぜんじ、1950年1月5日 - ）は、日本の実業家。青森県出身。株式会社リコー特別顧問・元代表取締役社長執行役員兼CEO、LIXILグループ取締役兼監査委員会委員長。

## 人物・経歴
青森県で技術者の子として生まれ、東京都で育った。1973年、東京理科大学工学部経営工学科卒業。1976年、上智大学大学院経済学研究科修士課程修了。同年4月、株式会社リコーに入社。1993年にRicoh France S.AのPRESIDENT兼CHAIRMAN、2000年にリコー執行役員経理本部長、2003年に上席執行役員、2004年に常務取締役、2005年に取締役専務執行役員兼CFO、2006年に総合経営企画室長、2011年に代表取締役副社長を経て、2013年に代表取締役社長執行役員兼CEOに就任。
経理部門畑からの初の同社社長就任となった。経理部門出身だが、フランスや米国等、海外経験が長く、営業や企業買収にも携わってきた。2016年3月コカ・コーラウエスト取締役。2017年にリコー特別顧問に就任。2018年4月から2019年3月26日までコカ・コーラボトラーズジャパンホールディングス社外取締役を務めた。2018年8月Tri Med.代表取締役。2019年1月ポラリス・キャピタル・グループ取締役、ポラリス・アドバイザーズ取締役会長。2019年4月日立オートモティブシステムズメジャメント取締役。2019年6月LIXILグループ取締役兼監査委員会委員長兼報酬委員会委員 兼暫定CEO。

## 略歴
- 1976年4月 株式会社リコー入社
- 1988年 Ricoh Europe BV（オランダ）CFO[11]
- 1993年 Ricoh France S.A. 代表取締役社長兼会長[11]
- 1995年 Gestetner Holdings PLC, UKマネージング・ディレクター[11]
- 1998年 株式会社リコー 経理本部財務部長[11]
- 2000年 株式会社リコー 執行役員(従業員。会社法上の役員ではない) 経理本部長[11]
- 2003年6月 上席執行役員経理本部長就任[11]
- 2004年6月 常務取締役経理本部長就任[11]
- 2005年6月 取締役 専務執行役員(会社法上の役員)、CFO就任[11]
- 2006年 取締役 専務執行役員 総合経営企画室長 CFO 兼 CIO[11]
- 2009年 取締役 専務執行役員 総合経営企画室長 CFO 兼 CIO 兼 CSO[11]
- 2011年4月 代表取締役 副社長執行役員就任[11]
- 2012年 ペンタックスリコーイメージング株式会社 代表取締役会長 兼 Ricoh Americas Holdings, Inc. 会長 兼 CEO[11]
- 2013年4月 代表取締役 社長執行役員就任[12][13]
- 2016年 コカ・コーラウエスト株式会社社外取締役[11]
- 2017年4月 特別顧問就任[14]
- 2018年 コカ・コーラボトラーズジャパンホールディングス株式会社 社外取締役、株式会社Tri Med. 代表取締役[11]
- 2019年 ポラリス・キャピタル・グループ株式会社 取締役、ポラリス・アドバイザーズ株式会社取締役会長、日立オートモティブシステムズメジャメント株式会社取締役会長、株式会社LIXILグループ 取締役 兼 監査委員会委員長 兼 報酬委員会委員[11]
- 2020年 株式会社LIXIL 非常勤監査役[11]